# José de Torres Villegas
José de Torres Villegas fue un militar español nacido en Gádor (Almería) posiblemente a principios del siglo XIX.
Fue subteniente del Regimiento de Infantería de la Princesa Isabel. El 8 de julio de 1855, Isabel II lo condecoró con la Cruz de la Reina Isabel por el destacado papel que, bajo las órdenes del general Espartero, tuvo en la rendición de la plaza fuerte de Morella, en el Maestrazgo valenciano, en mayo de 1840 durante la I Guerra Carlista. 
Murió exiliado en Roma sin que trascendieran más noticias sobre su vida.

## Enlaces
- Página del Ayuntamiento de Gádor (Almería)
- Efemérides andaluzas en Atienza.org.

- Datos: Q5946364